# Adolf Schwarte
Adolf Schwarte (* 28. Januar 1935 in Gladbeck) ist ein ehemaliger deutscher Mittelstreckenläufer.

## Biografie
Nachdem Schwarte bei den Deutschen Meisterschaften 1960 Goldmedaille über 1500 Meter gewonnen hatte, durfte er bei den Olympischen Spielen 1960 in Rom im 1500-Meter-Lauf starten. Er schied jedoch im Vorlauf aus. Bei den
Deutschen Hallenmeisterschaften 1956 und 1960 gewann er ebenfalls über diese Distanz den Meistertitel.
Nach seiner aktiven Karriere blieb er der Leichtathletik als Trainer mehrerer Vereine in Nordrhein-Westfalen erhalten.